# Molí d'Oriol
El molí d'Oriol és un trull ruïnós dins del nucli urbà de la població de Flix (Ribera d'Ebre), delimitat per les avingudes de Catalunya i de la Llum i el carrer del Mercat. Catalogat a l'Inventari del Patrimoni Arquitectònic de Catalunya, el molí d'Oriol és un molí d'oli bastit de premses de biga i lliura vers el segle xviii. És documentat al segle xviii i al segle xvii en el Capbreu de Flix de 1625 "lo molí de la sansa junt lo molí del oli del sord al camí de la barca" (actual Avinguda de Catalunya).

## Arquitectura
Restes d'un antic molí de planta rectangular actualment enrunat i sense coberta, tot i que probablement es corresponia amb una teulada d'un sol vessant, del que es conserven diversos elements originals, relacionats amb la funcionalitat de l'edifici. En concret es conserven les restes de cinc premses d'oli, quatre a l'interior del recinte i una a l'exterior, a l'avinguda de la Llum. També es pogueren recuperar dues sotamoles (on es xafaven les olives), dipòsits de decantació i una altra porta d'accés des del carrer del Mercat, donat que la principal està ubicada a l'avinguda Catalunya. La façana principal presenta una porta d'arc escarser adovellat, amb els brancals bastits en carreus de pedra ben desbastats, que actualment està retallada pel nivell actual del carrer. Dos dels carreus del brancal esquerre estan gravats amb un escut format per les quatre barres inscrites dins d'un rombe, que alhora està emmarcat per una ocell coronat amb el coll extremadament llarg, que és el símbol parlant de la família dels Oriol. A la part superior del portal, damunt la dovella clau, hi ha un encaix rectangular amb llinda plana, que alberga dos carreus superposats gravats. A l'inferior hi ha l'escut de Castella i Lleó, mentre al superior hi ha la següent inscripció: "AÑO DE 1789 REYNANDO LA MAGESTAD DE CARLOS IV SE AUMENTO UNA TERCERA PRENSA EN ESTE MOLINO SIENDO INTENDENTE EL SR BARON DE LA LINDE Y SU COMISIONADO DON GREGORIO CARPINTIER DE LA CIUDAD DE TORTOSA". A la part superior del parament, descentrada en un lateral, hi ha una finestra rectangular emmarcada en carreus de pedra ben desbastats. La façana està bastida en pedra desbastada disposada en filades regulars.

## Història
Darrerament entre els anys 2004 i 2006 s'han realitzat diferents excavacions arqueològiques.
La primera intervenció arqueològica duta a terme en aquesta instal·lació pre-industrial es va fer entre l'1 al 31 de juliol de 2004 mitjançant dos camps de treball per a joves organitzats per l'Ajuntament de Flix, el Departament de Joventut de la Generalitat de Catalunya i la Fundació Josep Carol.
La segona campanya d'excavacions al Molí d'Oriol, es va fer sota el patrocini i coordinació de l'Ajuntament de Flix i es realitzà entre l'1 i el 15 de juliol de 2005, va comptar amb la col·laboració de 17 voluntaris, un grup dels quals eren alumnes del IES de Flix. Les dues campanyes van estar dirigides pels arqueòlegs, naturals de la població de Batea, Josep M. Pérez Suñé i Pere Rams i Folch.
Durant aquestes excavacions s'han pogut diferenciar fins a quatre fases constructives diferents:
- La primera fase és compresa entre el segle xvi i el 1798. Encara que no se sap l'any en que l'almàssera començà a funcionar, si que es pot dir que en un capbreu de Flix de l'any 1627 ja es menciona. En aquest moment el trull solament funcionava amb dos premses de biga i lliura adossades respectivament a les parets nord i sud de l'edifici. Cal suposar que en aquest moment el sector est s'utilitzava com a pati per descarregar les olives.
- La segona fase és compresa entre el 1789 i el segle xix, quan pateix diferents transformacions estructurals i de millora, enquadrats en un moment de preindustrialització important. És en aquest moment, vers l'any 1789, quan s'instal·la una tercera premsa i poc després una quarta. La part oriental es continua utilitzant per a la descàrrega d'olives, encara que ara disposa d'un molí de sang per trencar les olives.
- La tercera fase és situada entre l'últim quart del segle xix i la primera meitat del segle xx. En aquest moment d'electrificació del municipi sembla que, després de les grans riuades de 1871, es construeixen trulls adossats al nord-oest de l'edifici i es sobrepuja el nivell de circulació, possiblement per evitar l'efecte destructiu de les riuades. També es procedeix a amortitzar i desmuntar alguns elements estructurals de l'almàssera. A final d'aquesta fase es registra diferents sediments provinents de les riades de 1907 i 1937 i comença l'enrunament de les estructures.
- La quarta i última fase és emplaçada en la segona meitat del segle xx, quan l'edifici, ja desproveït de coberta, es converteix en un solar ple de runa.

Del material extret de l'excavació destaca també la troballa d'una moneda castellana de vuit maravedís de mitjans del segle xvii i de tres monedes més pendents d'identificar.
Actualment s'està preparant un projecte de museïtzació que està previst que es pugui executar el 2010.